# Michael Benyaer
Michael Benyaer (Vancouver, 25 mei 1970) is een Canadees acteur en stemacteur.

## Biografie
Benyaer haalde zijn master of fine arts aan de Universiteit van Californië in Los Angeles en studeerde af in rechtsgeleerdheid aan de Universiteit van Brits-Columbia in Brits-Columbia.
Benyaer begon in 1979 met acteren als stemacteur in de Japanse animatieserie Mobile Suit Gundam, waarna hij in nog meer dan 140 rollen speelde als stemacteur en acteur in films, televisieseries en videospellen. Hij is onder andere bekend van zijn werk in Adventures of Sonic the Hedgehog (1993), The Real Adventures of Jonny Quest (1996-1997), ReBoot (1994-2001), Robot Chicken (2005-2007) en Days of our Lives (2013-2014).

## Filmografie

### Films
Selectie:
- 2016 Deadpool - als Warlord
- 2009 G.I. Joe: The Rise of Cobra - als vliegtuigmonteur
- 2009 Transformers: Revenge of the Fallen - als Egyptische Interpol officier
- 2007 Postal - als Mohammed
- 2002 Dead Heat - als eerste man in warenhuis
- 1991 The Hitman - als Hassan
- 1989 Friday the 13th Part VIII: Jason Takes Manhattan - als bendelid

### Televisieseries
Uitgezonderd eenmalige gastrollen.
- 2019 The Expanse - als Arjun - 6 afl.
- 2017 Prison Break - als Zakat - 3 afl.
- 2013-2014 Days of our Lives - als dr. Chyka - 39 afl.
- 2006-2008 Emily's Reasons Why Not - als Aknad - 4 afl.
- 2005-2007 Robot Chicken - als diverse stemmen - 7 afl.
- 2006 The Path to 9/11 - als Khalid Sheikh Mohammed - miniserie
- 2001-2002 Mary-Kate and Ashley in Action! - als stem - 4 afl.
- 1994-2001 ReBoot - als Bob (stem) - 29 afl.
- 1996-1997 The Real Adventures of Jonny Quest - als Hadji Quest-Singh (stem) - 24 afl.
- 1994-1996 Hurricanes - als Stats - 7 afl.
- 1993-1994 Exosquad - als Kaz Takagi / Praetorius (stemmen) - 9 afl.
- 1993 Adventures of Sonic the Hedgehog - als Lawerence (stem) - 65 afl.
- 1990-1991 G.I. Joe - als stem - 19 afl.
- 1989 G.I. Joe: Operation Dragonfire - als Scoop (stem) - 5 afl.
- 1979 Mobile Suit Gundam - als Ma Kube (Engelse stem) - ? afl.

### Computerspellen
Selectie:
- 2023 Assassin's Creed Mirage - als stem
- 2023 Starfield - als Armin Petrosyan / Simon Taillandier
- 2018 Assassin's Creed Odyssey - als Darius
- 2017 Call of Duty: WWII - als stem
- 2015 King's Quest - als mr. Waddles
- 2014 Call of Duty: Advanced Warfare - als stem
- 2014 Skylanders: Trap Team - als stem
- 2011 Star Wars: The Old Republic - als stem
- 2011 Assassin's Creed: Revelations - als Darim Ibn La-Ahad / Haras / kapitein van Abbas
- 2011 Uncharted 3: Drake's Deception - als piraat op Indische oceaan
- 2010 Medal of Honor - als vechter
- 2009 Uncharted 2: Among Thieves - als soldaat
- 2008 Quantum of Solace - als huurling
- 2006 Hitman: Blood Money - als stem
- 2003 Need for Speed: Underground - als stem
- 2000 Kessen - als Yukinaga Konishi / Morichika Chosokabe / Keiji Maeda
- 2000 Vampire: The Masquerade - Redemption - als Wilhelm

- Gemeinsame Normdatei: 1061762963
- International Standard Name Identifier: 0000 0001 0046 4938
- Library of Congress Control Number: no2010164398
- Virtual International Authority File: 149353412
- WorldCat: E39PBJkttQX3xmgjFf9R3VWkXd